# José Luis Adarraga Elizarán
Jose Luís Adarraga Elizarán (1923 - 1990) fou un atleta basc nascut a Hernani (Guipúscoa).
Fou campió d'Espanya en la prova de 4x400 metros.
Era germà de tres altres atletes destacats: Bernardino, Juan Bautista i Fernando.